# Wahlenbergia debilis
Wahlenbergia debilis är en klockväxtart som beskrevs av Heinrich Wilhelm Buek. Wahlenbergia debilis ingår i släktet Wahlenbergia och familjen klockväxter. Inga underarter finns listade i Catalogue of Life.